# Lytta sanguineoguttata
Lytta sanguineoguttata es una especie de coleóptero de la familia Meloidae.

## Distribución geográfica
Habita en Guatemala.